# Kościół Matki Bożej Różańcowej w Skalinie
Kościół Matki Bożej Różańcowej w Skalinie – katolicki kościół filialny zlokalizowany we wsi Skalin w gminie wiejskiej Stargard, w powiecie stargardzkim (województwo zachodniopomorskie). Należy do parafii św. Antoniego z Padwy w Kobylance.

## Historia i architektura
Murowany z kamienia i cegły kościół został wzniesiony na przełomie XV i XVI wieku w miejscu wcześniejszej, drewnianej świątyni. Budowla sytuowana jest na planie prostokąta. W XIX wieku przemurowano z cegły okna i koronę murów. W elewacji wschodniej znajduje się uskokowy portal wejściowy. Szczyty wschodni i zachodni, murowane z cegły, ozdobione są blendami i sterczynami. W oknach, podzielonych żebrowo na pięć części, wstawione są witraże. Nad zachodnią częścią korpusu nawowego nasadzona jest drewniana wieża wieża na planie kwadratu, kryta dwuspadowym blaszanym dachem, z której wyrasta ośmioboczny bęben zwieńczony strzelistym hełmem. Na wieży zawieszony jest XIV-wieczny dzwon.
Wnętrzne kościoła nakrywa odeskowany strop kolebkowy. Zachowały się XIX-wieczne empora i ławki. Sklepienie i empora malowane są na błękitno. W ścianie wschodniej umieszczone jest sakrarium w formie ostrołukowej niszy, zamykane dębowymi drzwiczkami.
Po II wojnie światowej został konsekrowany jako świątynia katolicka w dniu 20 maja 1947 roku.